# Transports en commun de Bayeux
Bybus est le nom commercial du réseau d'autobus qui dessert la ville de Bayeux ainsi que 5 communes aux alentours.

## Le réseau

### Lignes régulières
Les lignes régulières du réseau Bybus circulent uniquement pendant la période scolaire (hors jour férié).
| Ligne | Caractéristiques | Caractéristiques                                                                     | Caractéristiques                                                                     | Caractéristiques                                                                     | Caractéristiques                                                                     | Caractéristiques                                                                     | Caractéristiques                                                                     | Caractéristiques                                                                     | Caractéristiques                                                                     |
| 1     | Bayeux — Reine Mathilde ⥋ Bayeux — Gare | Bayeux — Reine Mathilde ⥋ Bayeux — Gare                                              | Bayeux — Reine Mathilde ⥋ Bayeux — Gare                                              | Bayeux — Reine Mathilde ⥋ Bayeux — Gare                                              | Bayeux — Reine Mathilde ⥋ Bayeux — Gare                                              | Bayeux — Reine Mathilde ⥋ Bayeux — Gare                                              | Bayeux — Reine Mathilde ⥋ Bayeux — Gare                                              | Bayeux — Reine Mathilde ⥋ Bayeux — Gare                                              | Bayeux — Reine Mathilde ⥋ Bayeux — Gare                                              |
| ----- | --- | ------------------------------------------------------------------------------------ | ------------------------------------------------------------------------------------ | ------------------------------------------------------------------------------------ | ------------------------------------------------------------------------------------ | ------------------------------------------------------------------------------------ | ------------------------------------------------------------------------------------ | ------------------------------------------------------------------------------------ | ------------------------------------------------------------------------------------ |
| 1     | Ouverture / Fermeture — / — | Longueur —                                                                           | Durée 15 - 25 min                                                                    | Nb. d’arrêts 23                                                                      | Matériel GX 117 GX 127                                                               | Jours de fonctionnement L, Ma, Me, J, V                                              | Jour / Soir / Nuit / Fêtes O / N / N / N                                             | Voy. / an —                                                                          | Exploitant Keolis Pays Normands                                                      |
| 1     | Desserte : - Villes et arrêts desservis : Bayeux (Reine Mathilde, Conquérant, Saint Nicolas, Stade d'Argouges, Malraux, Rue Blériot, Supermarché, Marcel Dassault, Les Poiriers, Dubois de la Cotardière, Centre Aquatique Auréo, Vallée des Prés, Rue des Bouchers, Pôle Saint-Patrice, Lycée Chartier, Collège Letot, Médiathèque les 7 lieux, Fabian Ware, Rond-point D'Ornano, Clémenceau, St Floxel, Saint Jean, Sacré cœur, Gare) - Gares desservies : Gare de Bayeux |                                                                                      |                                                                                      |                                                                                      |                                                                                      |                                                                                      |                                                                                      |                                                                                      |                                                                                      |
| 1     | Autre : - Arrêts non accessibles aux UFR : - Particularités : Entre les stations Stade d'Argouges et Gare, trois itinéraires sont proposés sur cette ligne. - Date de dernière mise à jour : 11 août 2020 |                                                                                      |                                                                                      |                                                                                      |                                                                                      |                                                                                      |                                                                                      |                                                                                      |                                                                                      |
| 1     | Dernière actualisation : — |                                                                                      |                                                                                      |                                                                                      |                                                                                      |                                                                                      |                                                                                      |                                                                                      |                                                                                      |
| 2     | Bayeux — Gare ⥋ Bayeux — Marie-Anne Cuiret / Reine Mathilde | Bayeux — Gare ⥋ Bayeux — Marie-Anne Cuiret / Reine Mathilde                          | Bayeux — Gare ⥋ Bayeux — Marie-Anne Cuiret / Reine Mathilde                          | Bayeux — Gare ⥋ Bayeux — Marie-Anne Cuiret / Reine Mathilde                          | Bayeux — Gare ⥋ Bayeux — Marie-Anne Cuiret / Reine Mathilde                          | Bayeux — Gare ⥋ Bayeux — Marie-Anne Cuiret / Reine Mathilde                          | Bayeux — Gare ⥋ Bayeux — Marie-Anne Cuiret / Reine Mathilde                          | Bayeux — Gare ⥋ Bayeux — Marie-Anne Cuiret / Reine Mathilde                          | Bayeux — Gare ⥋ Bayeux — Marie-Anne Cuiret / Reine Mathilde                          |
| 2     | Ouverture / Fermeture — / — | Longueur —                                                                           | Durée 16 min                                                                         | Nb. d’arrêts 20                                                                      | Matériel GX 117 GX 127                                                               | Jours de fonctionnement L, Ma, Me, J, V                                              | Jour / Soir / Nuit / Fêtes O / N / N / N                                             | Voy. / an —                                                                          | Exploitant Keolis Pays Normands                                                      |
| 2     | Desserte : - Villes et arrêts desservis : Bayeux (Gare, Rond-point D'Ornano, Fabian Ware, Médiathèque les 7 lieux, Crémel,Hôpital, Hôtel de ville, Rue des Bouchers, Pôle Saint-Patrice, Lycée Chartier, Collège Letot, Centre Commercial, Stade Henry Jeanne, Clos Saint Cyr, Jardin Botanique, Prévert, Les Vallons, Cocteau, Corneille, Marie-Anne Cuiret) - Gares desservies : Gare de Bayeux |                                                                                      |                                                                                      |                                                                                      |                                                                                      |                                                                                      |                                                                                      |                                                                                      |                                                                                      |
| 2     | Autre : - Arrêts non accessibles aux UFR : - Particularités : - Entre les stations Gare et Centre commercial, deux itinéraires sont proposés sur cette ligne. - La première course en direction de Gare est au départ de la station de Reine Mathilde, avec deux nouvelles stations desservies (Conquérant et Saint Nicolas). - Date de dernière mise à jour : 11 août 2020 |                                                                                      |                                                                                      |                                                                                      |                                                                                      |                                                                                      |                                                                                      |                                                                                      |                                                                                      |
| 2     | Dernière actualisation : — |                                                                                      |                                                                                      |                                                                                      |                                                                                      |                                                                                      |                                                                                      |                                                                                      |                                                                                      |
| 3     | Bayeux — Arcisse de Caumont ⥋ Bayeux — Gare / Saint-Martin-des-Entrées – Rue Costils | Bayeux — Arcisse de Caumont ⥋ Bayeux — Gare / Saint-Martin-des-Entrées – Rue Costils | Bayeux — Arcisse de Caumont ⥋ Bayeux — Gare / Saint-Martin-des-Entrées – Rue Costils | Bayeux — Arcisse de Caumont ⥋ Bayeux — Gare / Saint-Martin-des-Entrées – Rue Costils | Bayeux — Arcisse de Caumont ⥋ Bayeux — Gare / Saint-Martin-des-Entrées – Rue Costils | Bayeux — Arcisse de Caumont ⥋ Bayeux — Gare / Saint-Martin-des-Entrées – Rue Costils | Bayeux — Arcisse de Caumont ⥋ Bayeux — Gare / Saint-Martin-des-Entrées – Rue Costils | Bayeux — Arcisse de Caumont ⥋ Bayeux — Gare / Saint-Martin-des-Entrées – Rue Costils | Bayeux — Arcisse de Caumont ⥋ Bayeux — Gare / Saint-Martin-des-Entrées – Rue Costils |
| 3     | Ouverture / Fermeture — / — | Longueur —                                                                           | Durée 39 min                                                                         | Nb. d’arrêts 20                                                                      | Matériel GX 117 GX 127                                                               | Jours de fonctionnement L, Ma, Me, J, V                                              | Jour / Soir / Nuit / Fêtes O / N / N / N                                             | Voy. / an —                                                                          | Exploitant Keolis Pays Normands                                                      |
| 3     | Desserte : - Villes et arrêts desservis : - En direction de Gare : Bayeux (Arcisse de Caumont, Pôle Saint-Patrice, Lycée Chartier, Collège Letot, Médiathèque 7 lieux, Fabian Ware, Rond-point D'Ornano, Gare, Saint Exupère), Saint-Vigor-le-Grand (La Baronnie), Saint-Martin-des-Entrées (Rue Costils, Saint Martin des Entrées), Bayeux (Route de Caen, La Pigache, Les Hauts de l’Aure, Maison brûlée, Charité, Saint Jean, Sacré Cœur, Gare) - En direction de Arcisse de Gaumont : Saint-Martin-des-Entrées (Rue Costils, Saint Martin des Entrées), Bayeux (Route de Caen, La Baronnie, Saint Exupère, La Pigache, Les Hauts de l’Aure, Maison brûlée, Charité, Saint Jean, Sacré Cœur, Gare, Rond-point D'Ornano, Fabian Ware, Médiathèque 7 lieux, Collège Letot, Lycée Chartier, Pôle Saint-Patrice, Reine Mathilde, Arcisse de Caumont) - Gares desservies : Gare de Bayeux |                                                                                      |                                                                                      |                                                                                      |                                                                                      |                                                                                      |                                                                                      |                                                                                      |                                                                                      |
| 3     | Autre : - Arrêts non accessibles aux UFR : - Particularités : - Date de dernière mise à jour : 11 août 2020 |                                                                                      |                                                                                      |                                                                                      |                                                                                      |                                                                                      |                                                                                      |                                                                                      |                                                                                      |
| 3     | Dernière actualisation : — |                                                                                      |                                                                                      |                                                                                      |                                                                                      |                                                                                      |                                                                                      |                                                                                      |                                                                                      |

### Ligne vacances et samedis
Cette ligne circule uniquement du lundi au vendredi uniquement pendant les vacances scolaires, et les samedis toute l'année.
| Ligne | Caractéristiques | Caractéristiques                        | Caractéristiques                        | Caractéristiques                        | Caractéristiques                        | Caractéristiques                                                        | Caractéristiques                         | Caractéristiques                        | Caractéristiques                        |
| 4     | Bayeux — Gare ⥋ Bayeux — Reine Mathilde | Bayeux — Gare ⥋ Bayeux — Reine Mathilde | Bayeux — Gare ⥋ Bayeux — Reine Mathilde | Bayeux — Gare ⥋ Bayeux — Reine Mathilde | Bayeux — Gare ⥋ Bayeux — Reine Mathilde | Bayeux — Gare ⥋ Bayeux — Reine Mathilde                                 | Bayeux — Gare ⥋ Bayeux — Reine Mathilde  | Bayeux — Gare ⥋ Bayeux — Reine Mathilde | Bayeux — Gare ⥋ Bayeux — Reine Mathilde |
| ----- | --- | --------------------------------------- | --------------------------------------- | --------------------------------------- | --------------------------------------- | ----------------------------------------------------------------------- | ---------------------------------------- | --------------------------------------- | --------------------------------------- |
| 4     | Ouverture / Fermeture 4 juillet 2020 / — | Longueur —                              | Durée 24 min                            | Nb. d’arrêts 17                         | Matériel GX 117 GX 127                  | Jours de fonctionnement Toute l'année : S Vacances : L, Ma, Me, J, V, S | Jour / Soir / Nuit / Fêtes O / N / N / N | Voy. / an —                             | Exploitant Keolis Pays Normands         |
| 4     | Desserte : - Ville et lieux desservis : Bayeux (Gare, Rond-point D'Ornano, Fabian Ware, Médiathèque les 7 lieux, Centre commercial, Stade Henry Jeanne, Edmond Michelet, Pôle Saint-Patrice, Vallée des Près, Rue des Bouchers, Centre Aquatique Auréo, Dubois de la Cotardière, Les Poiriers, Marcel Dassault, Stade d'Argouges, Saint Nicolas, Conquérant, Reine Mathilde ) - Gares desservies : Gare de Bayeux |                                         |                                         |                                         |                                         |                                                                         |                                          |                                         |                                         |
| 4     | Autre : - Arrêts non accessibles aux UFR : - Amplitudes horaires : - Particularités : La station Rue des bouchers est desservie uniquement en direction de Gare. - Date de dernière mise à jour : 11 août 2020 |                                         |                                         |                                         |                                         |                                                                         |                                          |                                         |                                         |
| 4     | Dernière actualisation : — |                                         |                                         |                                         |                                         |                                                                         |                                          |                                         |                                         |

### Ligne TAD
Le réseau Bybus propose un service de TAD (Transport à la demande) desservant les communes de Vaucelles, St-Loup-Hors, Monceaux-en-Bessin, St-Martin-des-Entrées, St-Vigor-le-Grand et Bayeux.

## Matériel roulant
Le parc était auparavant constitué de Gruau MG 36. Actuellement, 4 bus (dont un de réserve) sont en circulation, dont :
- 3 Heuliez GX 117 (N°950 à 952) ;
- 1 Heuliez GX 127 (N°953).

## Fréquentation
En 2017, 58 615 passagers avaient été comptabilisés sur l'ensemble du réseau. En 2018, ce chiffre monte à 64 248 passagers.